# Boulevard Vincent-Gâche
Le boulevard Vincent-Gâche est une rue de Nantes, en France.

## Situation et accès
Située sur l'île de Nantes, cette voie rectiligne qui traverse l'île sur un axe orienté est-ouest, dans le prolongement du boulevard Babin-Chevaye, part du boulevard Général-De-Gaulle et aboutit sur le boulevard des Martyrs-Nantais-de-la-Résistance.

## Origine du nom
Il rend honneur de Vincent Gâche (1803-1884), industriel et mécanicien nantais, qui fut l'un des pionniers de la navigation fluviale à vapeur,.

## Historique
L'artère, qui fut créée sur l'île de Grande Biesse durant la première décennie du XXe siècle, a été l'un des principaux facteurs d'urbanisation de la « prairie de Biesse », située à l'est de la « première ligne de ponts ». 
Par délibération du conseil municipal du 15 juillet 1926, la voie est baptisée « boulevard Vincent-Gâche ». 
Pendant longtemps, seul le côté nord fut urbanisé, il faudra attendre les années 1950 pour que le côté méridional accueille des constructions significatives comme les « Fonderies de l'Atlantique ».
Jusqu'en 1960, la ligne ferroviaire Nantes - Saint-Gilles-Croix-de-Vie, venant du pont Résal, empruntait également le boulevard sur son accotement sud et rejoignait le boulevard Babin-Chevaye après avoir traversé le boulevard des Martyrs-Nantais-de-la-Résistance par l'intermédiaire d'un passage à niveau. C'est pour supprimer cet inconvénient constituant un problème pour la circulation automobile entre les deux rives de la Loire que le tracé actuel de la ligne de chemin de fer fut adopté. Si les vestiges de voies ferrées étaient encore visibles durant les années 1980, les anciennes emprises ferroviaires étaient devenus des places de stationnement. Cependant, ces dernières laissèrent la place à de vastes trottoirs paysagers, notamment sur le côté sud, tandis que le boulevard est parcouru dans sa partie centrale par la ligne C5 du Chronobus depuis la rentrée 2013. Le 27 février 2020, cette ligne est remplacée par la ligne 5 de Busway.

## Voies secondaires

### Rue de Recife
Cette place piétonne, dont le nom fut attribué par délibération du Conseil municipal du 5 décembre 2008, relie le boulevard Vincent-Gâche à la rue Louis-Joxe., et est rencontre l'allée des Hélices.

### Place des Fonderies
Cette place piétonne, dont le nom fut attribué par délibération du Conseil municipal du 26 septembre 2008, en raison de la présence du jardin des Fonderies sur son côté sud-est, relie le boulevard Vincent-Gâche à la rue Louis-Joxe, et est traversée par l'allée des Hélices.

### Coordonnées des lieux mentionnés
1. ↑  Rue de Recife : 47° 12′ 21″ N, 1° 32′ 46″ O
2. ↑  Place des Fonderies : 47° 12′ 21″ N, 1° 32′ 44″ O